# Benestare
Benestare (Benastàri in calabrese) è un comune italiano di 2 494 abitanti della città metropolitana di Reggio Calabria in Calabria. Situato in collina, non lontano dalla costa Jonica della Locride, gode anche di un'ottima panoramica sull'Aspromonte.

## Origini del nome
Stando alla tradizione popolare, il nome del Comune deriverebbe dall'ottima posizione geografica di cui gode. Anche secondo alcune fonti storiche in origine fu Buonostare, nome datogli dai contadini e dai pastori che abitavano nella zona dove oggi sorge il paese, mentre altri ritengono che il nome derivi dal latino bostar-are ovvero "stalla per buoi", oppure a causa dell'amenità del luogo.

## Storia

### Le prime tracce
Le prime tracce del nome di Benestare risalgono al 1450, quando il luogo dove sorgeva l'attuale apparteneva alla Baronia di Bianco, i cui feudatari erano i Carafa di Roccella, in qualità di casale di Mocta Bubalina (oggi corrispondente alla frazione di Bovalino Superiore del comune di Bovalino). 
Si dice infatti che, quando i primi abitanti di questo territorio andavano dal feudatario per omaggiarlo, alla domanda del signore su come stessero le bestie essi rispondevano: «Bene! Da noi è tutto un benestare». Così il nobile, prendendo le parole alla lettera, quando si trattava di definire la località lo faceva con quell’epiteto. 

### L'autonomia amministrativa
Benestare seguì le vicende storiche come Casale di Bovalino, passando dal successivo dominio dei Caracciolo di Morano a quello dei Pescara Diano, sotto i quali giunse all'eversione della feudalità nel 1806. Il terremoto del 1783 vi fece danni valutati 30 000 ducati. Dopo lo scardinamento del sistema feudale, attuato dai nuovi dominatori francesi, venne imposto un nuovo ordinamento amministrativo: con la legge del 9 dicembre 1807, Benestare divenne dapprima un Luogo, assegnato al cosiddetto Governo di Ardore, mentre con un successivo riordino amministrativo, attuato con Decreto del 4 maggio 1811, che istituiva i Comuni, il paese ottenne l'autonomia comunale da Bovalino, avendo anche la giurisdizione sul Villaggio di Careri e sul Casale di Cirella. Questo ordinamento venne confermato anche dopo il ritorno dei Borbone, con apposita legge del 1816; alcuni anni dopo, un decreto reale del 18 luglio 1836 distaccò Careri dal governo di Benestare e lo aggregò a Natile, che venne costituire Comune autonomo. Invece Cirella continuò ad essere frazione del comune benestarese fino a dopo l'Unità d'Italia, quando nel 1875 venne aggregata al comune di Platì, dal quale tuttora dipende. 

### Le tensioni sociali
Alcuni anni dopo l'Unità d'Italia, Benestare ottenne la piena autonomia amministrativa da Bovalino: infatti, il 17 novembre 1883, con decreto reale di re Umberto I di Savoia, il comune fu distaccato dalla sezione elettorale bovalinese, rendendolo autonomo ai fini delle elezioni politiche e amministrative. Nel corso della sua storia, il paese conobbe due momenti di ribellione all'autorità costituita di particolare rilevanza; il primo avvenne il 24 maggio 1906, quando una folla di contadini benestaresi manifestò contro il malgoverno dell’amministrazione locale, retta dal sindaco Giuseppe Guidace, che aveva deliberato la riduzione dell'assistenza medica gratuita per una fascia di popolazione indigente, venendo presa a fucilate dai carabinieri, i quali provocarono un morto e nove feriti. L’altro episodio accadde nel 1934, durante il fascismo, quando nella sede del Fascio locale fu dato fuoco al gagliardetto del partito; fu un gesto simbolico con un palese significato politico, che portò all’apertura di un’inchiesta, risoltosi alla fine senza essere mai chiarito.
Con l'indizione del referendum istituzionale del 2 giugno 1946 tra Monarchia e Repubblica, anche Benestare espresse una schiacciante maggioranza monarchica, allineandosi alle indicazioni di voto filomonarchiche che permeavano il Sud Italia, in particolare la Calabria: su 1560 votanti (donne incluse), 1406 votarono per la Monarchia, mentre solo 137 optarono per la Repubblica.

### Simboli
Lo stemma e il gonfalone di Benestare sono stati concessi con decreto del presidente della Repubblica del 21 marzo 1956.
Il gonfalone è costituito da un drappo di azzurro.

## Monumenti e luoghi di interesse
- Chiesa Matrice: sorge sull'omonima piazzetta Matrice, nella zona più vecchia del paese. Incerta l'epoca della sua fondazione, è dedicata a Santa Maria della Misericordia, e comunemente chiamata chiesa del Rosario, che anticamente era economale. Fu elevata a parrocchia nel 1609 dal vescovo Orazio Mattei, che le aveva assegnata quale congrua, il beneficio di San Michele Arcangelo e le rendite dell'antica Confraternita del Rosario. Il primo parroco fu Giovanni Sirleto. Si tratta di una chiesa in stile classicheggiante, ben decorata in ogni suo angolo compresa la cupola sopra l'altare maggiore. Fra gli altari vi era quello dedicato alla Vergine Addolorata, con il beneficio omonimo, eretto dalla duchessa di Benestare, donna Lucrezia Reggio Branciforte, con l'onere di una messa settimanale. Nella chiesa vi era installata la Confraternita del Venerabile. Nel 1817 l'arciprete De Romeis aggiunse alla chiesa altre due navate e la fece completamente restaurare. Conserva ancora oggi un altare di marmi pregiati, mentre sono presenti cinque tele rappresentanti il Battesimo di Nostro Signore, le Anime del Purgatorio, la Madonna del Carmine, San Giuseppe col Bambino e il Cenacolo. Le tele non sono firmate, ma appaiono di ottima fattura e di chiara scuola napoletana. La navata di sinistra è popolata di santi: san Rocco, san Paolo, san Giovanni apostolo, san Francesco da Paola, santa Rita, santa Lucia, sant'Anna, il Sacro Cuore di Gesù, la Madonna della Misericordia e san Michele Arcangelo. Nella navata centrale vi è l'altare maggiore, ai cui lati vi sono raffigurati, a grandezza naturale, gli evangelisti Giovanni, Marco, Matteo e Luca. In fondo alla navata di destra, la più frequentata dai fedeli, preservata dentro una nicchia incorporata egregiamente in un complesso a cupola di gesso - come tutto il resto della chiesa non esclusi i grossi pilastri che separano le navate - si erge, su un altare, l'effigie della Madonna del Rosario.
- Chiesa di San Giuseppe: recentemente restaurata, risale al XVI secolo ed è situata nel rione detto Croce, in un angolo della piazzetta dell'Arciprevitura; viene considerato l'edificio più antico di Benestare giunto fino ai tempi recenti. È composta da un'ampia navata in fondo alla quale vi è l'altare sul quale è posta una pregevole statua lignea di san Giuseppe, e da un'altra navata, più piccola, riservata a sant'Antonio da Padova. Danneggiata dal terremoto del 1783, fu ricostruita e dotata dal duca di Bovalino, Giovanni Pescara Diano, feudatario del paese, con l'onere di due messe settimanali. Con il terremoto del 1908 riportò nuovi danni, a riparare i quali occorse una spesa di 4150 lire. In detta chiesa è installata la Confraternita di San Giuseppe e Sant'Antonio, fondata nel 1845, come per decreto di beneplacito dell'8 gennaio di quell'anno.

## Società

### Evoluzione demografica
Abitanti censiti

## Cultura

### Tradizioni
I casolari ed i vari rioni erano tutti concentrati attorno all'area detta della Timpa, che è difatti la zona più vecchia di Benestare. Essa prese questo nome, perché sorgeva su di un dirupo. Al centro di questa zona, sorse la più antica piazza del paese, l'Ariaporu, luogo d'incontro di numerose generazioni. In questa piazza, si radunavano a sera, i contadini ed i pastori, che stanchi del duro lavoro si riunivano attorno ad un grande falò per raccontarsi le loro vicende. Tra i rioni più antichi si ricordano quelli degli Zzimbegli, della Zzimba, del Vaccaru e della Terrata. La peculiarità più importante, anzi unica, che contraddistingue questo paese dagli altri centri del comprensorio Locrideo, è il suo borgo antico.
Tutti gli edifici di quest'ultimo infatti, sono costruiti in gesso. Si tratta di un borgo incantevole, tinto di bianco, un bianco rilucente che nei periodi di luce intensa abbaglia ed affascina tanto i visitatori, quanto gli emigranti di ritorno al paese natio. Le case del centro storico erano tutte costruite e rifinite in gesso, materiale presente in maniera abbondante nel territorio. Fino agli anni '50-'60, la quasi totalità dei fabbricati era costruita in gesso. Questo per due motivi. Il primo, perché il solfato di calcio è presente in maniera abbondante nelle cave e nel sottosuolo del territorio, quindi di facile reperibilità. Il secondo, perché è un materiale a presa rapida. Nell'arco di una sola giornata era possibile costruire un'abitazione dalle fondamenta al tetto.
Con il gesso estratto dal territorio, Benestare ha costruito il suo centro abitato e si è guadagnato l'appellativo di “Paese di gesso”. Calde d'inverno e fresche d'estate (il bianco delle pareti evitava in grandi percentuali l'assorbimento della luce e quindi del calore solare), le case di gesso hanno rappresentato per secoli, un segno distintivo di questa comunità. Tra le famiglie più antiche presenti già dal ‘700, nel paese, ricordiamo gli Albanesi, i Blefari, i Caminiti, i Capogreco, i Ceravolo, i Cicciarello, i Cristarella, i De Lorenzo, i Filastro, i Garreffa, i Giorgio, i Graziano, i Guidace, i Macrì, i Marta, i Musolino, i Napoli, i Parisi, i Pascale, i Pelle, i Perri, i Piccolo, i Pollifrone, i Pollifroni, i Rocca, i Romeo, gli Scopacasa, i Talladira, gli Zappia e gli Zito.

### Festività
- 7 febbraio: Ricorrenza del Miracolo "da Sudura" (a cura della Confraternita di Santa Maria del Rosario)
- 19 marzo: Festa di San Giuseppe(a cura della Confraternita di San Giuseppe e Sant'Antonio)
- 13 giugno: Festa di Sant'Antonio da Padova (a cura della Confraternita di San Giuseppe e Sant'Antonio)
- 29 settembre: Festa di San Michele Arcangelo (Santo Patrono)
- Ia Domenica di ottobre: Festa del SS. Rosario (a cura della Confraternita di Santa Maria del Rosario).

## Geografia antropica

### Frazioni
Ammendolara, Ancone (Dialetto Greco-Calabro: Angòn), Armerà (Dialetto Greco-Calabro: Almyrà), Belloro, Bosco, Bruca, Canale, Cullaro, Drafà, Esopo (Dialetto Greco-Calabro: Aesopos), Fego (Dialetto Greco-Calabro: Fengo), Ientile, Martilli, Meta, Nasida (Dialetto Greco-Calabro: Nesida), Pignataro, Piraino, Ricciolio, Rodia (Dialetto Greco-Calabro: Rhodià), Russellina, S.Giovanni, Scarparina, Varraro, Zopà.

## Infrastrutture e trasporti
Il centro abitato si raggiunge percorrendo la SP2 (ex SS 112 d'Aspromonte), che da Bovalino giunge a Bagnara Calabra.

## Amministrazione
| Periodo        | Periodo        | Primo cittadino   | Partito                         | Carica                  | Note |
| -------------- | -------------- | ----------------- | ------------------------------- | ----------------------- | --- |
| 1946           | 1952           | Domenico Spanò    | Indipendente                    | Sindaco                 | [ 12 ] |
| 1952           | 1960           | Attilio Giurato   | Lista civica di centro          | Sindaco                 | Due mandati consecutivi. |
| 1960           | 1970           | Pietro Teodoro    | Lista civica di centro          | Sindaco                 | Due mandati consecutivi. |
| 1970           | 1980           | Francesco Pascale | Lista civica di centro-sinistra | Sindaco                 | Due mandati consecutivi. |
| 1980           | 1985           | Domenico Mannino  |                                 | Commissario prefettizio | Elezioni annullate per irregolarità. Commissariamento prorogato a causa del ricorso della lista "Ramoscello d'Ulivo" al Consiglio di Stato, poi respinto. |
| 11 giugno 1985 | 10 giugno 1990 | Vincenzo Garreffa | Democrazia Cristiana            | Sindaco                 | [ 16 ] |
| 10 giugno 1990 | 24 aprile 1995 | Francesco Elia    | Partito Socialista Italiano     | Sindaco                 | [ 17 ] |
| 24 aprile 1995 | 14 giugno 1999 | Vincenzo Garreffa | Lista civica di centro          | Sindaco                 | [ 18 ] |
| 14 giugno 1999 | 14 giugno 2004 | Vincenzo Rocca    | Lista civica di centro-sinistra | Sindaco                 | [ 19 ] |
| 14 giugno 2004 | 7 giugno 2009  | Vincenzo Rocca    | Lista civica                    | Sindaco                 | [ 20 ] |
| 8 giugno 2009  | 26 maggio 2014 | Rosario Rocca     | Lista civica                    | Sindaco                 | [ 22 ] |
| 26 maggio 2014 | 27 maggio 2019 | Rosario Rocca     | Lista civica                    | Sindaco                 | [ 23 ] |
| 27 maggio 2019 | 11 giugno 2024 | Domenico Mantegna | Lista civica                    | Sindaco                 | [ 25 ] |
| 11 giugno 2024 | in carica.     | Domenico Mantegna | Lista civica                    | Sindaco                 | |

## Sport

### Calcio
Nel 2010, dalla fusione delle società ASD Natile 2003 e A.C. Benestare, è nata l'A.S.D. Benestarnatilese. Nella stagione 2010/11 la Benestarnatilese ha disputato il suo primo campionato, nel girone "D" della 1ª Categoria Calabrese, mentre nella stagione 2012/13 ha vinto il campionato della 1ª Categoria Calabrese - girone "D".